# Peter Barlow
Peter Barlow (13 de octubre de 1776 – 1 de marzo de 1862) fue un matemático y físico británico.

## Logros
Perfeccionó el telescopio acromático. Ideó la manera de compensar la acción ejercida por las masas metálicas sobre la brújula de un navío y en 1828 inventó la máquina llamada rueda de Barlow.
En 1825 fue premiado con la Medalla Copley por la Sociedad Real de Londres gracias a sus descubrimientos en los campos que trabajaba.

## 2147483647
En 1811, no precisamente anticipándose al interés futuro de los números primos, escribió (en Una Investigación Elemental de la Teoría de los Números):
Euler acertó en que 231 − 1 = 2147483647 es un número primo; y este es el más grande actualmente conocido, y, en consecuencia, el último de los números perfectos anteriores [es decir, 230(231 − 1)], el cual depende de esto, es el mayor número perfecto conocido hasta ahora, y probablemente el más grande que jamás será descubierto; partiendo de la mera curiosidad, sin un uso provechoso, no es probable que alguna persona trate de encontrar uno más allá de éste.
Además repitió esa misma predicción en su trabajo de 1814 Un Nuevo Diccionario Matemático y Filosófico.

## Algunas publicaciones

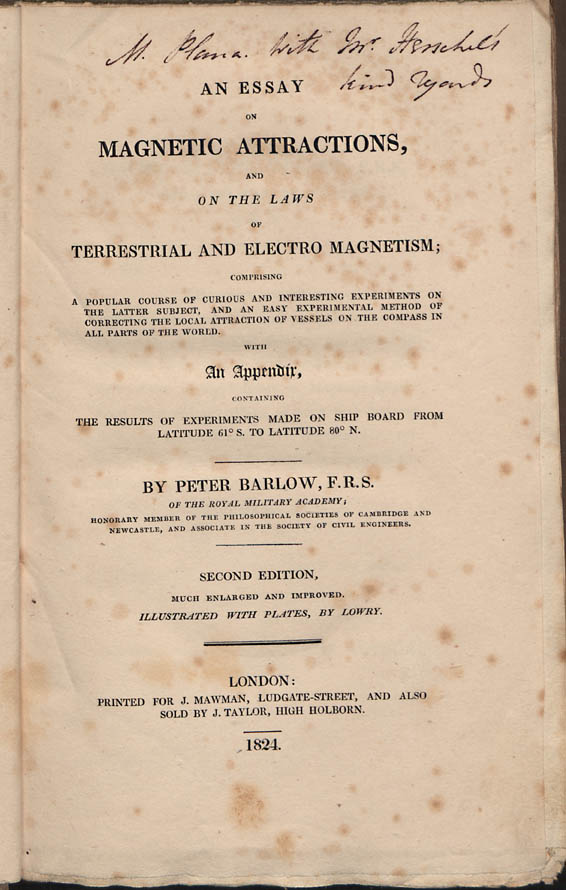
Essay on magnetic attractions, and on the laws of terrestrial and electro magnetism, 1824

- Elementary Investigation of the Theory of Numbers (1811)
- New Mathematical and Philosophical Dictionary (1814)
- Essay on the Strength and Stress of Timber and other Materials (1817)
- Essay on Magnetic Attractions (1820)